# Marshall Lytle
Marshall Lytle (1 de septiembre de 1933 - 25 de mayo de 2013) fue un músico de rock and roll, más conocido por su trabajo con los grupos de Bill Haley & His Comets y The Jodimars en la década de 1950.

## Carrera
Nacido en Old Fort, Carolina del Norte, fue un guitarrista antes de unirse al grupo de música country de Bill Haley, Los Saddlemen, en 1951. Pero Lytle fue contratado para tocar el contrabajo en el grupo, en sustitución del músico Al Rex, por lo que Haley enseñó a Lytle los fundamentos del slap para tocar el bajo. Lytle, quien era solo un adolescente en ese entonces, dejó crecer su bigote para parecer un poco mayor, y se convirtió en miembro a tiempo completo de los Saddlemen y, en septiembre de 1952, él estaba con el grupo cuando cambiaron su nombre por el de Bill Haley & His Comets. Poco después, Lytle coescribió con Haley el primer éxito nacional de la banda "Crazy Man, Crazy", aunque no recibió crédito de coautoría para ello (hasta 2002).